# Arthur Fortant
Arthur Fortant (14 tháng 6 năm 1829 – 10 tháng 4 năm 1901) là trung sĩ người Pháp của Trung đoàn Cận vệ Pháo binh Pháp. Ông là thành viên của phái bộ quân sự Pháp đầu tiên đến Nhật Bản vào năm 1867, đi cùng với Jules Brunet. Tại nước Nhật, ông phụ trách việc huấn luyện pháo binh cho quân đội của Tướng quân Yoshinobu.
Năm 1868, chiến tranh Boshin nổ ra giữa Mạc phủ Tokugawa và phe triều đình của Thiên hoàng. Các cường quốc phương Tây ở Nhật Bản, bao gồm cả Pháp, tuyên bố đứng trung lập trong cuộc xung đột này. Fortant quyết định từ chức khỏi quân đội Pháp và tiếp tục đứng về phía Mạc phủ Tokugawa tham chiến chống lại quan quân phe triều đình.
Ông từng tham gia trận Hakodate trên cương vị là sĩ quan chỉ huy của một trong bốn trung đoàn quân đội cựu Mạc phủ. Sau khi chiến tranh kết thúc, ông cùng với những quân nhân khác được tân chính phủ đưa đến Yokohama để lên thuyền trở về nước Pháp.